# Caratteristiche del romanticismo economico
Caratteristiche del romanticismo economico (in russo: К характеристике экономического романтизма) è una delle prime opere politiche di Lenin, un saggio breve scritto quando egli si trovava in esilio in Siberia nella primavera del 1897, e pubblicato per la prima volta sulla rivista Новое слово ("Parola nuova") (numeri 7-10, aprile-luglio 1897).
L'articolo è scritto in polemica con i liberali populisti.

## Descrizione
Il saggio contiene la critica delle tesi dell'economista svizzero Jean Charles Léonard Simonde de Sismondi degli inizi del XIX secolo, il quale sostenne che il mercato nazionale sta diminuendo a causa della rovina dei piccoli produttori; che il rapido accumulo porta al disastro; che il mercato esterno è essenziale per la realizzazione del plusvalore; che la crisi si spiega con la discrepanza tra produzione e consumo, ecc... Lenin dimostra che la ragione delle conclusioni errate di Simonde de Sismondi circa l'impossibilità di realizzazione del surplus in un regime capitalista, è la divisione sbagliata del prodotto sociale in due costi separati: capitale variabile (salari) e plusvalore, mentre il costo è costituito invece, secondo Lenin, da tre parti: capitale fisso (mezzi di produzione), capitale variabile (salari) e plusvalore. Per affrontare la questione del capitale sociale e dei ricavi dello stesso, il prodotto sociale deve essere diviso in due parti reali: mezzi di beni di produzione e di consumo. Il primo può servire solo come capitale, e quest'ultimo dovrebbe essere il reddito che viene distrutto nel consumo dei lavoratori e dei capitalisti. I lavoratori e i capitalisti che producono mezzi di produzione possono consumare i salari e il plusvalore solo dopo lo scambio di beni di consumo, le pertinenti unità di capitale costante che producono le materie prime. L'economia politica marxista spiega che il verificarsi di crisi economiche in un regime capitalista, è la contraddizione tra il carattere sociale della produzione e la modalità privata di appropriazione.